# 貧困

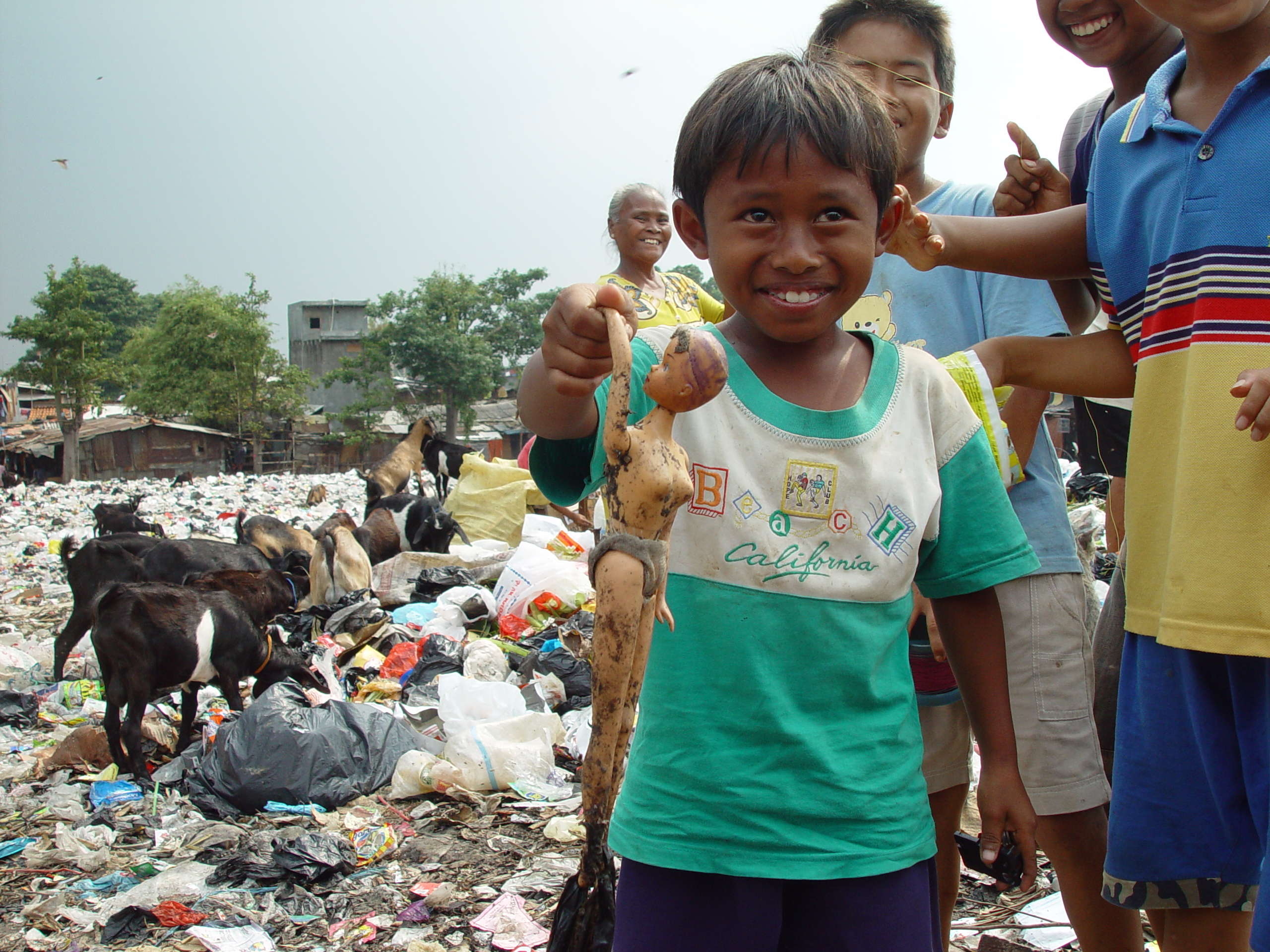
インドネシアのジャカルタのスラムにて、発見したものを見せる少年（2004年1月1日）

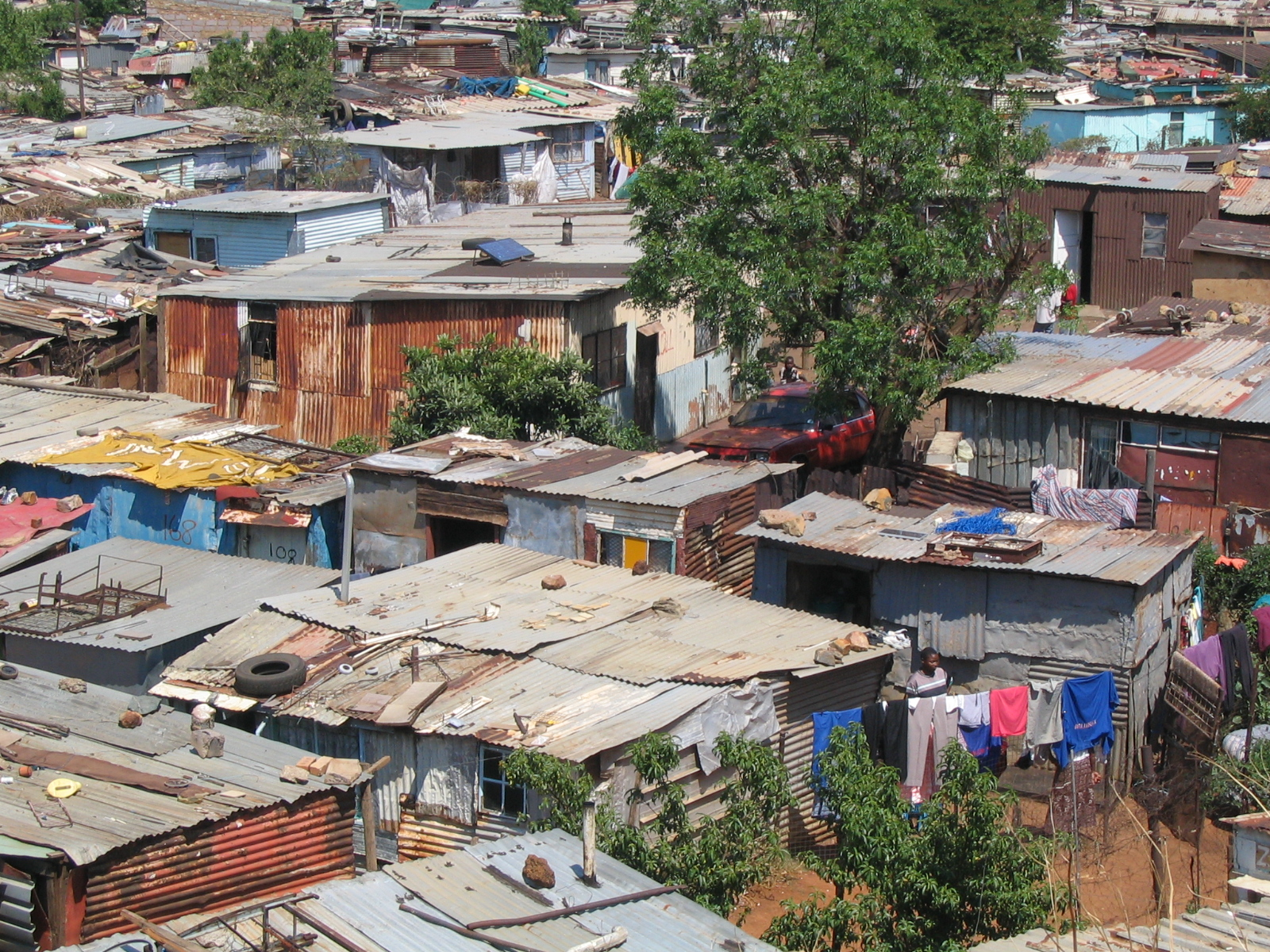
南アフリカ共和国のソウェト（2005年6月27日）

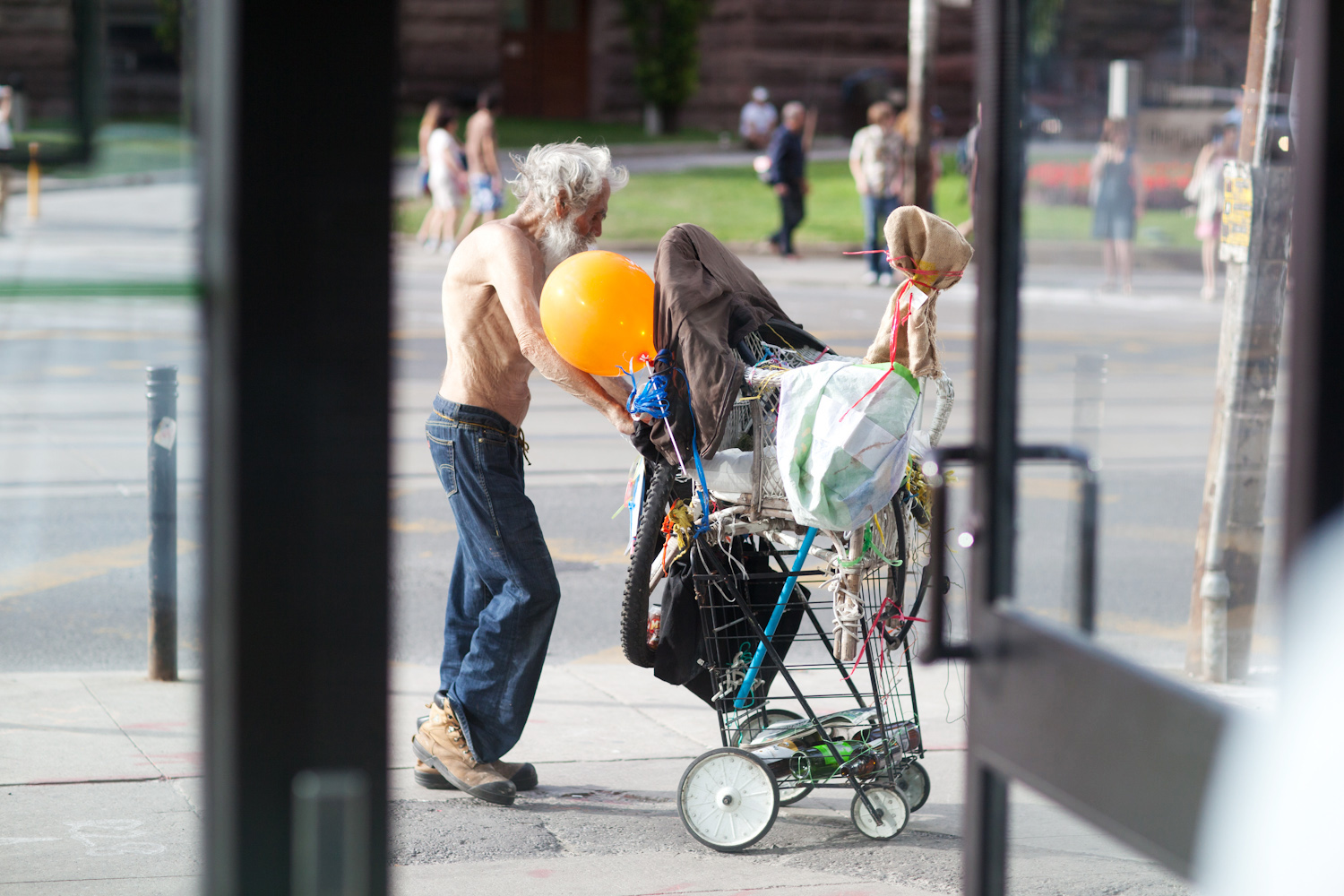
カナダのトロントのホームレスの男性（2011年7月1日）

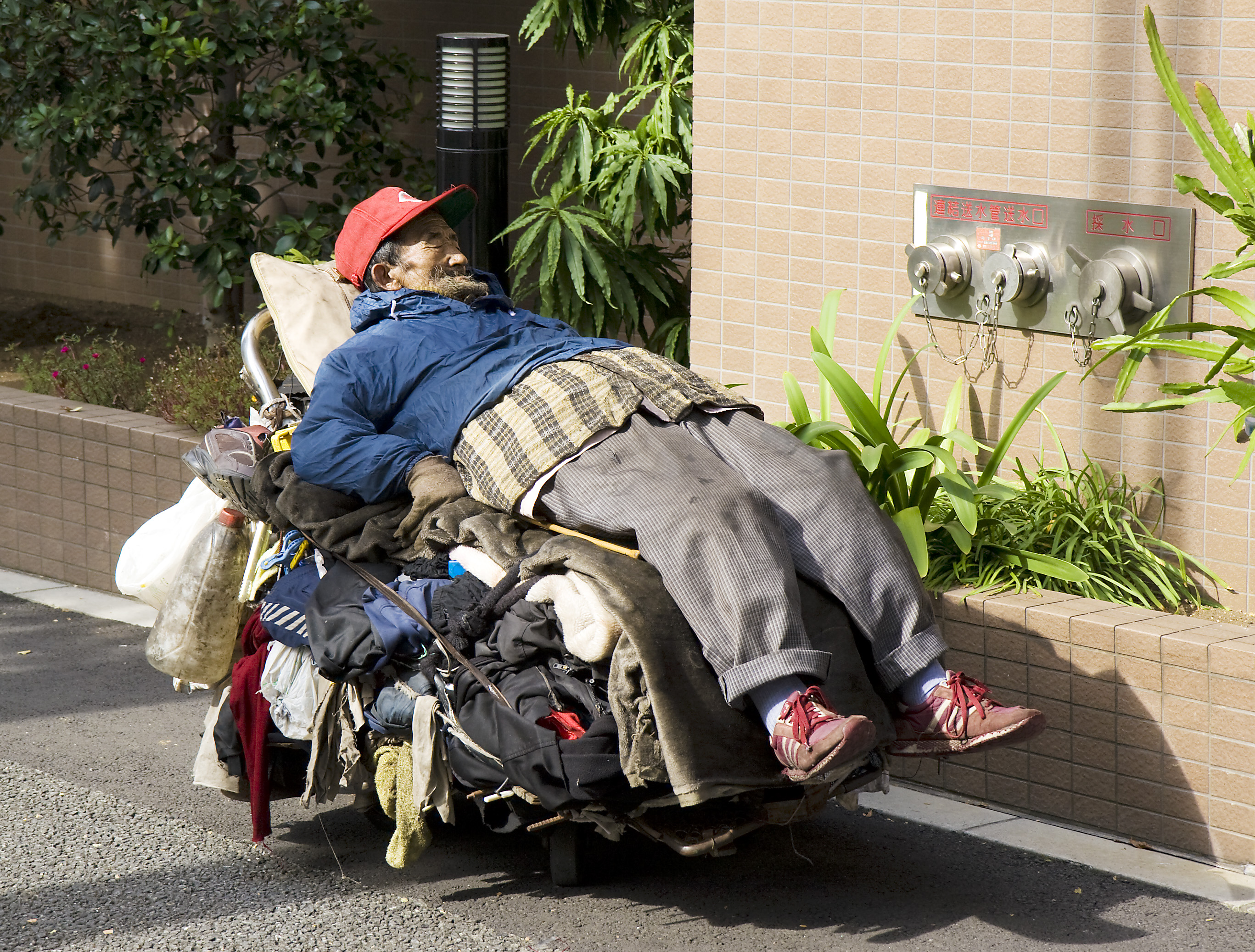
日本の東京のホームレスの男性（2008年11月2日）

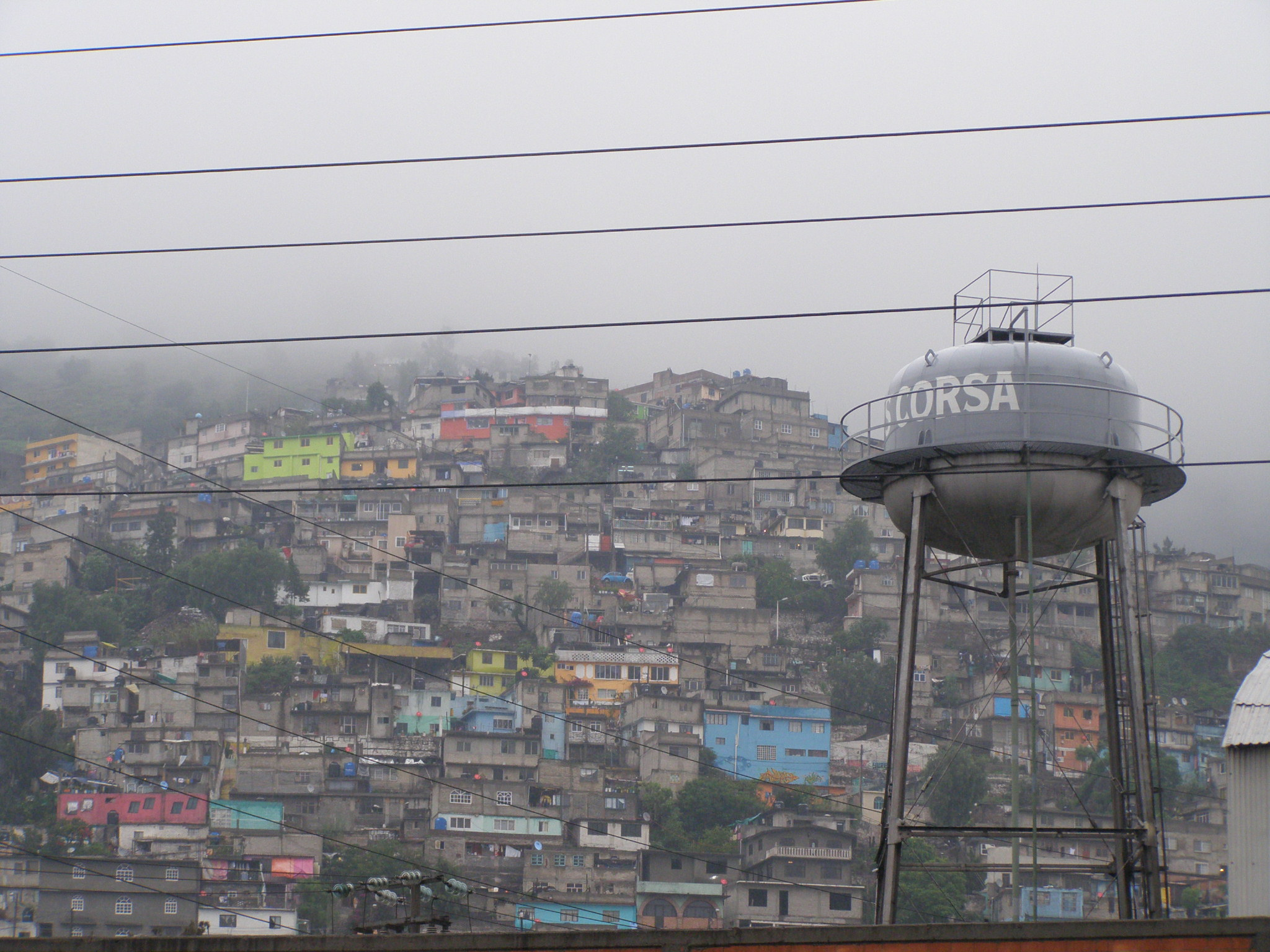
メキシコのメキシコシティのスラム（2010年7月1日）

貧困（ひんこん、英: poverty）とは、生活必需品が欠乏したために肉体的，精神的な生活力が減耗した状態のことである。対義語は『裕福』または『富裕』。

## 意味
- とても高い (≥ 0.800)
- 高い (0.700–0.799)
- 中程度 (0.550–0.699)
- 低い (≤ 0.549)
- データなし

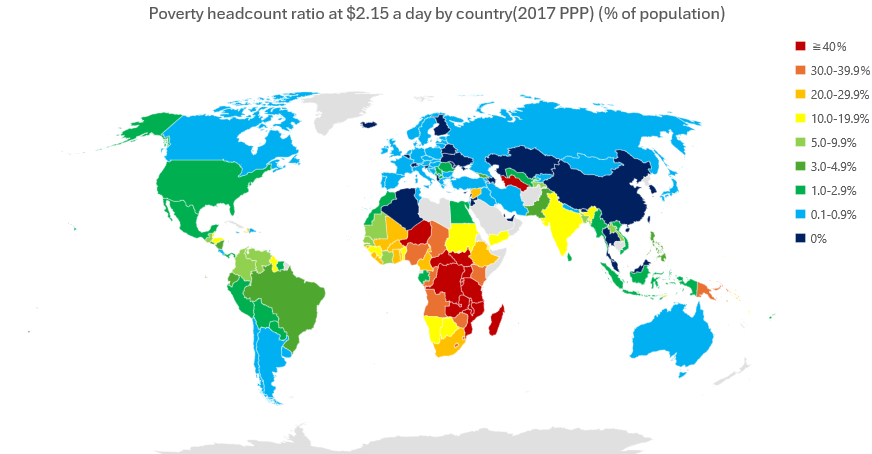
一日2.15ドル未満（2017年アメリカドルPPPベース）で生活する人口の割合（世界銀行の統計データより）

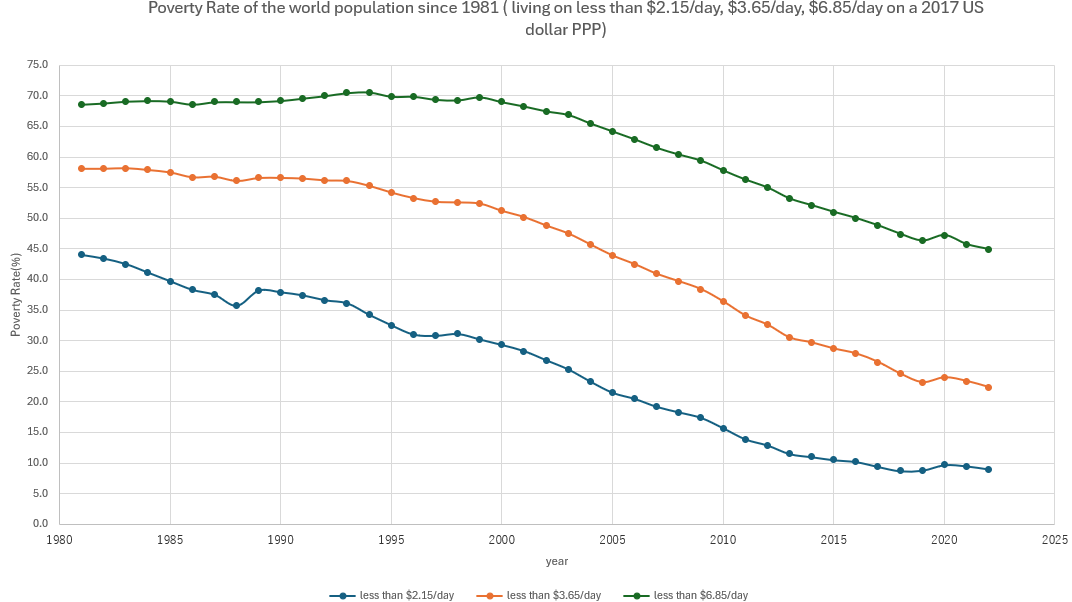
世界における1日2.15ドル未満・3.65ドル未満・6.85ドル未満（2017年米ドル基準）の貧困人口割合（世界銀行,1981–2022）

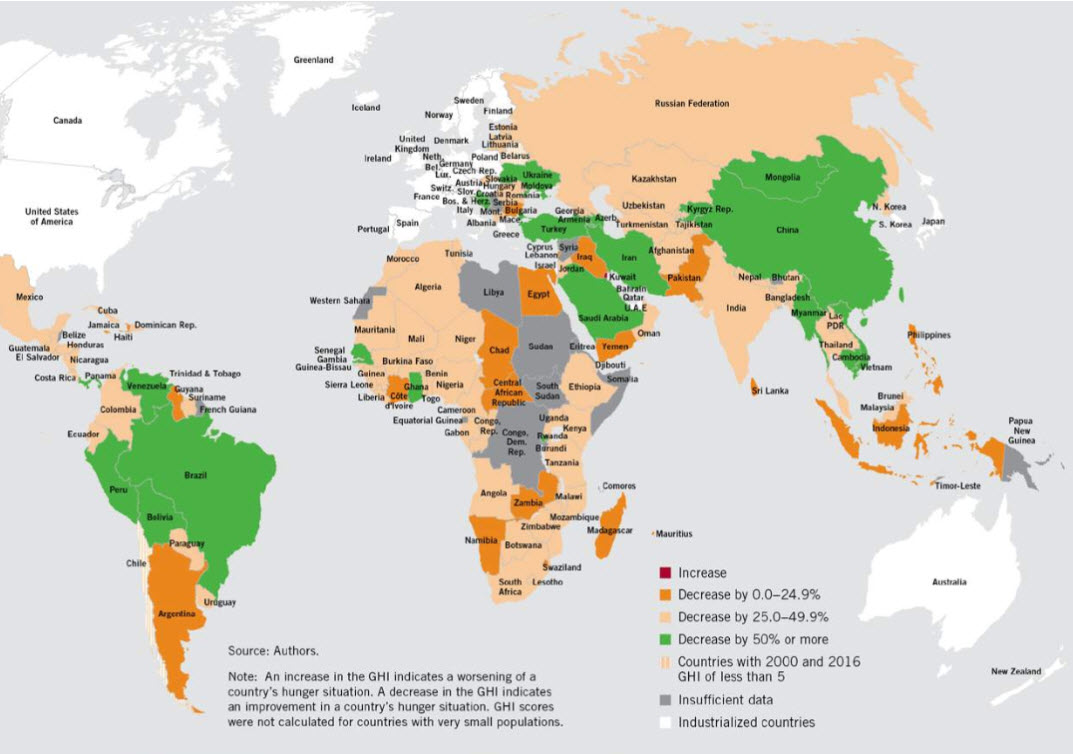
世界飢餓指数(International Food Policy Research、2016年)

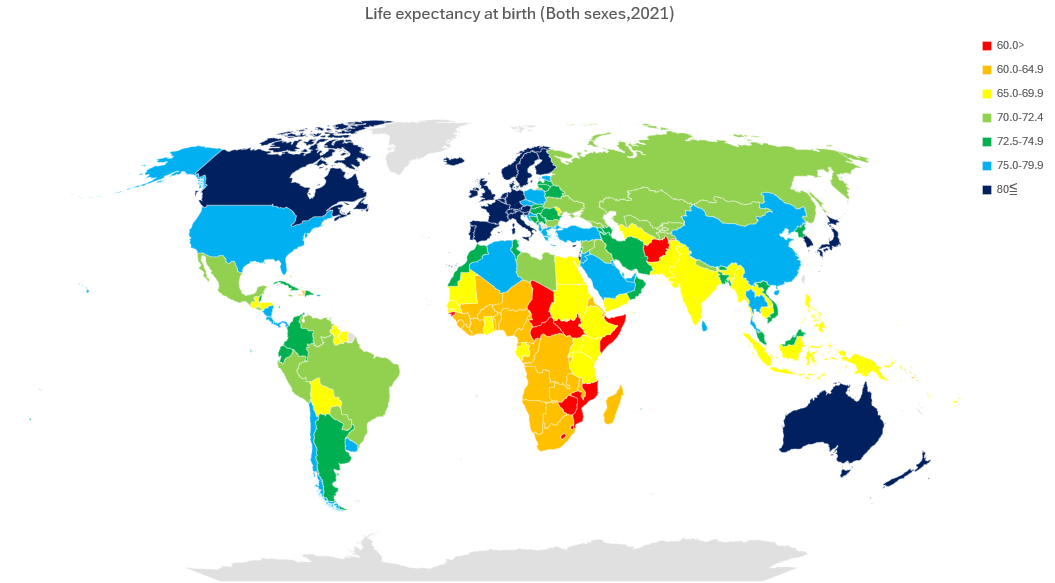
平均余命.（2019年,WHO）

人間開発指数分類を表す世界地図（2022年発表の2021年のデーターに基づく）

貧困とは状態であり、基準（定義）の定め方により貧困か否かその程度が異なったものと評価される。絶対的な基準を定める場合もあれば、相対的な基準を用いる場合もある。
ノーベル経済学賞受賞者のアマルティア・センは、貧困を「潜在能力を実現する権利の剥奪（英語: a capacity deprivation）」と表現した。以下に代表的な基準を記す。

## 絶対的な基準
絶対的な基準として、当該国や地域で生活していく為の必要最低限の収入が得られない者とする例が挙げられる。必要最低限をどのように設定するかが大きな問題となり、国・地域・一部の先進国の労働者が原因で全世界での貧困が増大しているという見方がある。

### 気候
一般に寒冷地であれば多くの光熱費や衣料費が必要になる。また、降水量などによって水の価格も異なったものとなる。

### 農作物
化学肥料の誕生以前は単位面積当たりの農作物の量に限界があるため、農作物の量が人口増加に追いつかず、人類は常に貧困に悩まされていた（マルサスの人口論）。

### 物価
物価によって、同じ物・サービスを購入するために必要な収入が異なる。それぞれの国や地域の物価は国際的な為替相場に大きく影響される。資源国または農業大国であるかどうかによって、物価の貧困への悪影響に格差がある。
また、同じ国・地域でも都市部と農村部（非都市部）では物価が異なり、特に住居費などに差が生じる。

### 習慣・文化
どの程度までその国や地域の習慣・文化などを考慮するかは、人により大きな差となりやすい点である。
例えば、日本において最も安く生活に必要なカロリーを得るためには、米よりも小麦やイモ類を食べるのが良いであろうし、もちろんタンパク質として牛肉などを食べる必要はない。
しかし、そのように考えていくと、通常の日本の食生活とは全く異なった食事を強いることにもなりかねない。
同様のことは他の分野にも言え、どの程度の衣服が必要最低限であるか、テレビ・ラジオ・電話・パソコンなどの電化製品・冠婚葬祭など、どこまで必要最低限であるかなどにおいて明確な基準の設定は困難である。

### 教育
どの程度の教育水準を必要最低限とするかも様々である。
義務教育（初等教育及び中等教育）程度は当然のものとされるが、大学教育（高等教育）・専門技能習得のための費用などが必要最低限の中に含まれるか否かは明確ではない。
教育格差の固定化に否定的な立場からは、より高い収入を得るための高度な教育も必要最低限に含まれやすい。

### 健康･寿命
一般により良い食生活・より快適な衣服・住居は、よりよい健康状態・より長い寿命・立派な体格をもたらす。
例えば長い寿命を当然とすれば最低限とされる生活水準は高くなるが、どの程度の健康・寿命が必要最低限であるかを決定することは困難である。
また他の基準として、2017年アメリカドルPPPベースで1人当たり年間所得784.75ドル(1年が366日の場合、786.9ドル）未満とする世界銀行の貧困の定義や、死亡率・識字率などを組み合わせた国際連合開発計画の定義などがある。

## 相対的な基準
| ≤ 30 30-34.9 35-39.9 40-44.9 | 45-49.9 50-54.9 55-59.9 60-64.9 Data unavailable |

経済的不平等を示すジニ係数（世界銀行）

相対的な基準として、OECDの統計で用いられる「等価可処分所得の中間値の半分に満たないもの」あるいはアメリカ合衆国の「収入が世帯の食料購入費の平均の3倍に満たないもの」などがある。
日本における定義は、「等価可処分所得（世帯の可処分所得を世帯人員の平方根で割って調整した所得）の中央値の半分に満たない世帯員」（この「中央値の半分」という基準は科学的根拠に欠けるということが研究者の共通した認識となっている）のことで、この割合を示すものが相対的貧困率である。預貯金や不動産などの資産は考慮していない。
相対的な基準を用いると、一定の計算式によって貧困か否かが判断されるため、判断者による恣意が入り込む余地は少ないものとなる。しかし、平均値との比較によって判断するため、国全体が貧しい場合には絶対的に見て相当貧困な状況にあっても、貧困でないとされる場合がある。また、ある発展途上国の貧困でないものは、ある先進国の貧困者よりずっと貧しい、ということにもなる。
ある国や地域の中で貧困という部類に分類されるかどうかが表されるのであり、経済格差という面から見た基準である。

## 貧困や不平等度を測る尺度
貧困についての統計は、貧困がある国や地域においてどの程度のものであるかを示す統計である。貧困の状況を調査するため、様々な主体によって様々な統計がとられており、貧困対策の基礎的情報となる。しかし、それぞれの統計で貧困の基準や捉えることの出来る貧困の状況が異なるため、貧困の理解に際しては複数の統計を注意深く分析することが求められる。

### 貧困者数・貧困率
貧困者数とは、その国や地域において何人の貧困線以下の者が存在するかを示した指標であり、これを全人口に対する比率としたものが貧困率である。
貧困率には絶対的貧困率と相対的貧困率とがあり、前者は当該国や地域で生活していける最低水準を下回る収入しか得られない国民が全国民に占める割合を表す。一方の後者は自身の所得が全国民の所得の中央値の半分に満たない国民の割合を表す（詳細は貧困線を参照）。
これらの指標は、そこで用いられている基準がどのようなものであるか、の他にも貧困の程度については考慮されていないことに留意する必要がある。より深刻な貧困の方がより大きな問題である。しかし、例えば格差の拡大によって貧困線を僅かに下回っていたものが、最底辺の酷い貧困に追いやられたとしても、これらの指標は変化しない。貧困者数や貧困率は改善しているものの、貧困者の貧困の程度は悪化している場合もある。

### 貧困ギャップ
貧困ギャップとは、貧困線をどの程度下回っているかを表した指標である。貧困線を下回る人々の不足額を足しあわせて平均を求め、その貧困線に対する比率を求めたものであり、貧困の程度を示したものといえる。
しかしこの指標では、貧困者数や貧困率の変化について捉えることができない。また、貧困者同士の格差の拡大を捉えることはできず、例えば貧困者から別の貧困者に所得が移転し、一方の貧困者はましになったもののもう一方の貧困者の貧困が酷くなった場合、この指標は変化しない。
貧困線を大きく下回るものをより重視した、貧困線からの不足額を2乗して足しあわせる指標なども用いられる。

### その他の尺度
詳細は当該項目参照。
- ジニ係数
- ダルトン・アトキンソン尺度

## 統計に影響するもの
ここではその他の統計に影響を与えるものを挙げる。

### 家族規模
多くの貧困に関する基準は1人当たりで計算される。しかし通常消費活動は世帯単位で行われ、規模の経済により一般的に大規模な世帯の方が同じ1人当たりの収入でも生活水準は高くなる。これは大人数の世帯の方がより効率的に食糧・衣料・耐久消費財・家屋などを利用できるためである。等価可処分所得など、世帯規模の影響を考慮した指標もあるが、どのように家族規模を考慮するかによって貧困に関する数値は異なったものとなる。またこれにより、貧困の指標は社会の家族規模の変化（核家族化など）に影響を受ける。

### 家族構成・人口構成
多くの貧困に関する基準は1人当たりで計算される。しかし1人当たりに必要となる収入は子供か成人あるいは高齢者かで異なったものとなる。それらを考慮するかしないか、あるいはどのように考慮するかによって貧困に関する数値は異なったものとなる。またこれにより、貧困の指標は少子化・高齢化の影響を受ける。

### 調査対象の偏り
統計全般に言えることであるが、貧困の統計においても調査対象が偏ったものとなる可能性がある。例えば政府の統計であれば、富裕層の方が政府に協力的である可能性がある。あるいは、若者の方が個人情報の記述に抵抗を覚える可能性がある。また、読み書きできない貧困者は、調査に対して回答できない可能性がある。その統計資料がどの程度信用に値するかは様々である。

### その他の統計
上記のような直接貧困に関する統計の他に失業率・識字率・死亡率・乳児死亡率・GDP・家計調査・所得再分配調査など各種の統計が貧困に関した判断・理解に参照される。

## 問題
貧困はそれ自体が望ましくないものである。加えて広い分野において影響を与えており、様々な問題の要因となっている。

### 病気・飢餓

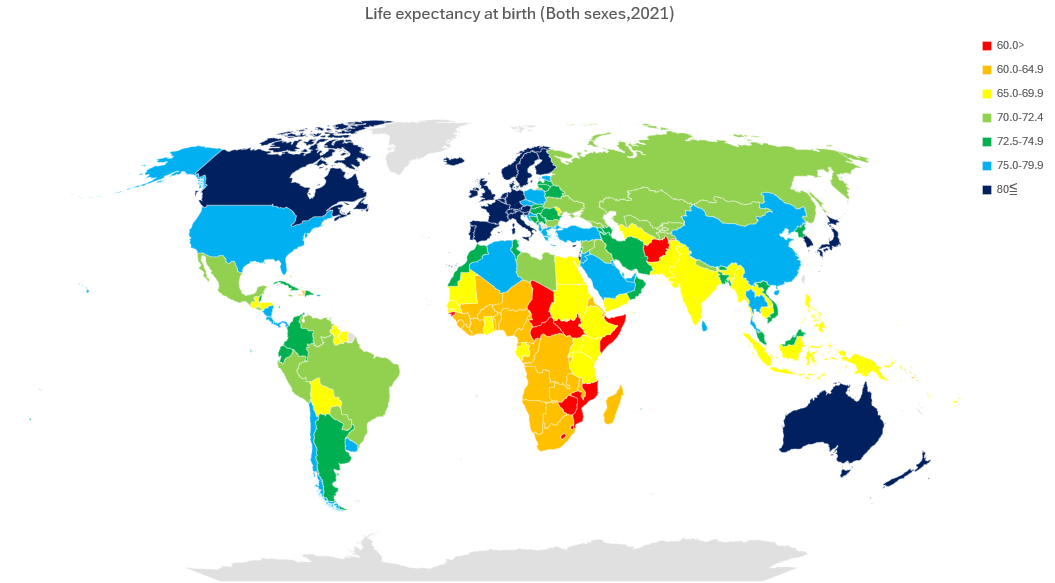
平均寿命の統計に基づく世界地図（2019年,WHO）

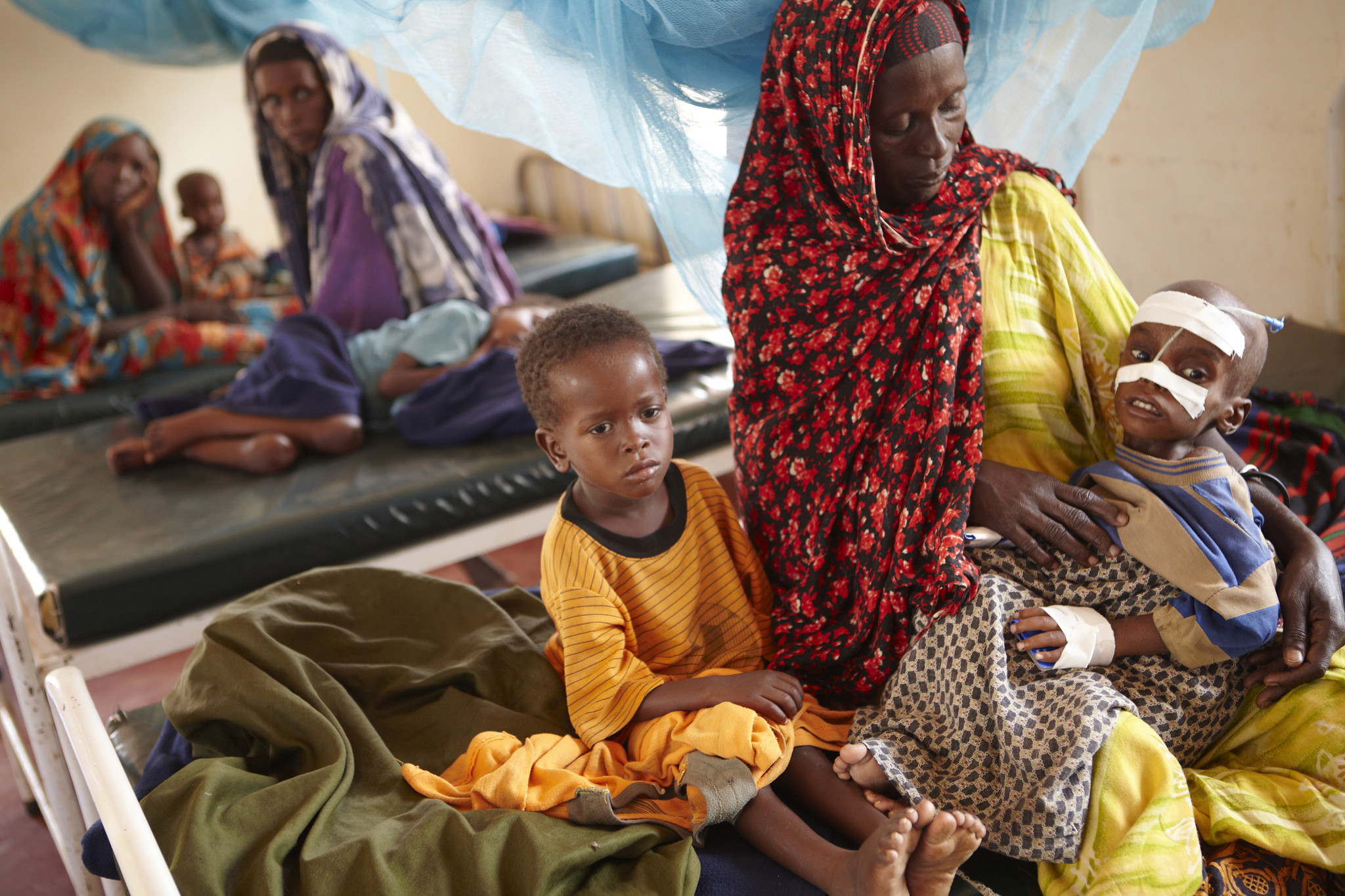
栄養失調の子供。ダダーブ（ケニア）

特に著しい貧困は病気・飢餓・短い寿命をもたらす。貧困によって十分な食糧･清潔な水･必要な医薬品などを得られない場合、多くの人々（とりわけ弱者である子供）に様々な病気がもたらされる。中には治療の困難な病気もあるが、多くの人々が下痢による脱水症状・百日咳・肺炎・マラリアなどの治療され得るもので死んでいる。また、飢餓によって餓死・栄養不足で失明・ヨード欠乏症などになるものも多い。
石井光太によれば、食材の鮮度の関係からスラムには火と油を使った高カロリーな料理が共通して見られ、野菜を買う余裕が無く、必要なカロリーをそういったジャンクフードで補う低所得者・失業者には「貧困によって生まれる早死にしやすい肥満」という現象が見られるという。
このような状況は乳児死亡率・平均寿命にも現れている。例えば先進国においては2021年の乳児の死亡者数は乳児1000人に対して10人以下であるが、1人当たりGDP（2019年）の最も低い国20か国を見ると、乳児死亡率の平均は1000人に対して56.20（最高：アフガニスタン（106.75 世界最多）- 最低：マラウイ（34.19））になる。また、2019年の先進国の平均寿命はいずれも75歳を超えるが、先の20か国の平均は62.9歳（最高：スーダン（69.1歳）- 最低：中央アフリカ共和国（53.1歳））である。また、平均寿命50歳未満の国は、2010年時点では4か国（ハイチ：31.3歳、エスワティニ・レソト：47.4歳、中央アフリカ共和国：48.5歳）あったが、5年後に当たる2015年にはレソト（47.7歳）のみとなった。2019年時点で50歳未満の国は無くなっている。しかし、男女別に見た場合はレソトの男性の寿命が50歳に満たない47.7歳であった。

### 教育水準低下
多くの場合において貧困者には教育を受けるための費用や時間が無い。生活をしていくためには働かざるを得ず、また十分な収入を得られないため教育に対して投資できない。そのため貧しい国では識字率・就学率が低く、たとえ学校に通っていても教材・教師不足で十分な教育を受けていない例もある。
より貧しいものがより低い教育しか与えられないことは先進国においても見られるものであり、例えばアメリカの白人とアフリカ系アメリカ人の間には、大学進学率に差が生じている。

### 過酷な労働・児童労働
貧困に陥ると生活の維持のために長時間働かざるを得ず、また危険な仕事でもせざるを得なくなる。また、このような状況では成人だけでなく児童も働くことが求められやすく、児童が十分な教育を受けられない要因ともなっている。貧困により人身売買・売春・各種の犯罪を行うものも多く、中には兵士として内戦などに参加させられるものもある。そのため事故・病気などによる高い死亡率をもたらしている。
各国において過度の労働・児童労働が規制されているが、貧困によって働かざるを得ないものに対して単純に禁止としてもその効果は薄く、貧困国の児童労働率は高い。
国際労働機関では、フィラデルフィア宣言において「一部の貧困は、全体の繁栄にとって危険である」と宣言している。不公平な労働条件による一部の貧困により普通の労働者も貧困に対する恐れを感じ、会社などによる権利侵害を容認せざるを得ない事態になる。これは労働者の保護が十分ではない国において助長され、経済的に豊かな国でも起こりうる。

### 治安の悪化

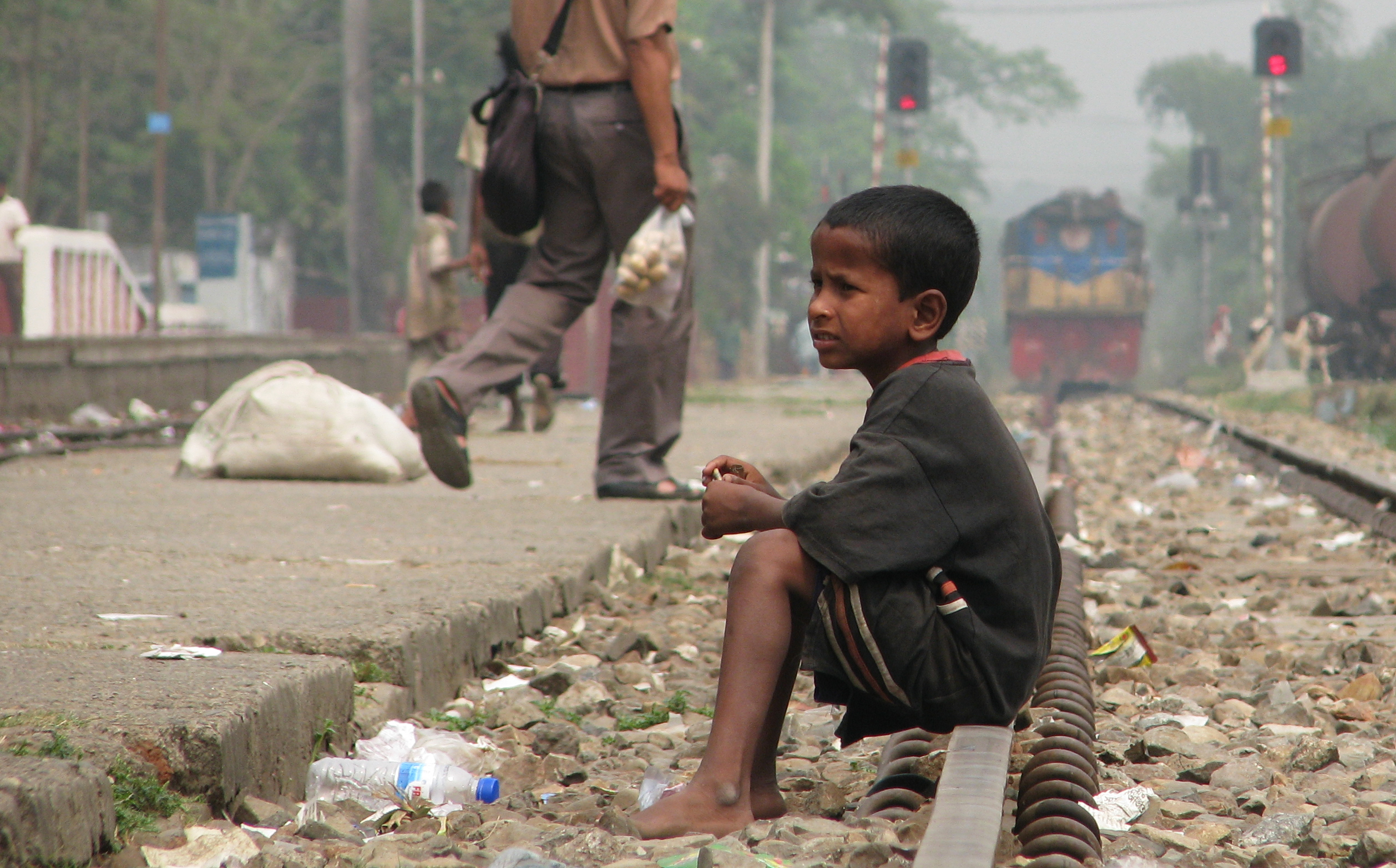
バングラデシュ、鉄道線路にいるホームレスの男子児童（ストリートチルドレン）

人間が貧困に陥ると、生活あるいは生命を維持・向上させるために犯罪に手を染めたり、犯罪組織などに関わったりする場合がある。また社会における貧困者が一定以上の数になると、都市の周辺にスラム（貧民街）を形成したり、都心部でホームレス及びストリートチルドレンとなるなどして都市環境が悪化して犯罪の温床となる。また、貧困によって人々の生活が困窮すると政府・国家に対する不満が増大し、暴動・略奪・内戦などに発展することもある。
このようにして治安が悪化すると一層経済活動が阻害され、また各種の援助も困難になって、更なる貧困を招く悪循環に陥る場合がある。

### テロの誘発
貧困により治安悪化と政府・社会に対する不満が高まると、テロを人々が支持しやすくなる。また、犯罪の多発もあってテロリストの摘発が困難になることでテロ組織の温床となりやすい。加えて貧困はその政府に対するテロ攻撃の口実としても用いられる。
テロが行われると直接攻撃を受けた人間・施設のみならず、人々が恐怖を感じることによってその地域の観光業などが被害を受け、経済活動への影響も大きなものとなる。また、テロ対策にも相応のコストが必要であり、警備システムの導入など非生産的な分野への資金投入をせざるを得なくなって、生産性が低下して更なる貧困が助長される。

### 自然環境の破壊
貧困状態にある場合には将来を見据えた環境保護などは後回しにされ、現在の利益を得るために自然破壊が行われやすい。
自然破壊は合法的なものである場合も非合法なものである場合もあるが、森林を過度に伐採して木材を利用したり、過剰な焼畑や放牧、農耕に適さない土地の開墾が行われて結局砂漠化を招いたりする。また密猟がなされたり、大気汚染や水質汚染が容認される。これらにより、自然環境や生態系が破壊されることとなる。
長い目で見れば、結局その自然・生態系の破壊は農地・牧草地の破壊・病気・水害などの自然災害をもたらし、その地域の更なる貧困を招く場合も多い。

## 原因と対策
貧困の原因は個人について見ると、低賃金労働・失業・職が得られない・自身と家族と知人の病気及び介護と養育・借金（負債）・浪費・無気力・精神疾患・学生・浪人・見習い又は研究生などにおける無収入又は低収入状態・災害及び犯罪などによる財産喪失などが挙げられる。
また社会的・経済的な貧困の原因として、国家経営の破綻・戦争・紛争・人口爆発・耕作環境の悪条件と悪化・社会保障制度の不備・富の再分配機能の不足・経済活動における不況・高いインフレ・不適切な法律と規制・政府と社会の腐敗・乏しい教育機会などがある。また一部の特権階級・貴族・企業などによる搾取も挙げられる。
税制度の不備からビルト・イン・スタビライザーがはたらかず、低所得層が不利益を被る状況も貧困の一因である。
かつて貧困は個人の怠惰によるものであり、そのような怠惰な個人が貧困に陥るのは当然であると考えられたが、現在では多くの国において貧困は社会の問題であり、国家や社会によって対処されるべき課題と考えられている。そのため各国において社会保障や富の再分配に関する法整備などを行われ、また、比較的裕福な国家や個人・慈善団体から支援が行われたり、あるいは国際連合などの国際機関からの援助での解決も図られている。
国際連合も貧困撲滅のための国際デー（毎年10月17日）を設け貧困緩和に向けた認知に努めている。フードスタンプなどで食料を提供したりなど実績も上げている。

### 社会保障
誰もが病気・事故・失業などの生活上のリスクを負っており、これらによって貧困に陥る可能性がある。そこでこの危険を予防し、貧困からの脱却を支援するため、社会保障制度が構築し、最低限の公的扶助や医療の保障、公共サービスの給付が求められる。社会保障制度が不十分なものであれば、人々がそれらの危険に遭遇したとき貧困に陥り、そこから脱出できなくなってしまうためである。
十分な社会保障制度があることによって、人々が安心して生活を送り、将来の設計をすることができるようになる。そして貧困が予防･救済されることで、貧困にまつわる様々な問題、治安の悪化や環境の破壊、借金による更なる困窮などを防ぎ経済的にも発展することができる。また人々がある程度の危険を冒しても新たなことに挑戦することが促される（例えば起業する。万一失敗しても生活保護などで何とかなると考える）ことによっても、発展が促される。
しかし、社会保障制度の構築・維持には相応の資金が必要であるが、国全体が貧しい場合には財源に乏しく、ある程度の経済発展が無いと社会保障制度は整備しにくい。また、このような保障は一面において市場競争を阻害し、労働意欲・向上心を低下させ、モラルハザードやフリーライダーなどの問題を発生させるため、どの程度の社会保障が適当かはしばしば議論される問題である。

### 地理的条件
貧困の原因として地理的条件が挙げられることがある。立地や気候条件などが不利に働く場合、経済発展が進み難く貧困がもたらされると考えられる。そのような不利の例として、以下のようなものが挙げられる。
交通・輸送の困難
山地・砂漠・孤島に立地することと、内陸国であることなどによって交通・輸送が困難あるいは他の地域と比較して高コストになると、原料の入手・生産物の販売に不利となり、経済発展が抑制される。実際にこのような立地の国家は貧困なものが多く、交通網などのインフラ整備に多額の投資が必要となる。
低い農業生産力
熱帯地方ではその高温により土壌の栄養分が分解されやすく、多雨によって水の浸食を受けやすいため、土地がやせたものとなりやすい。また山地や乾燥地、寒冷地では植物の生育に必要な土地・水・気温などが得にくく耕作が困難である。このような地域では農産物が得られないため人口が少なく、かつ貧しく豊かになるための資本の蓄積が困難である。
低い人口密度
工業化が進んだ国民経済では、人口密度が低いことは不利になることが多い。人口密度が低いとインフラの整備や労働力の確保に多くのコストがかかる（例えば隣の家や村まで長々と道路を建設しなければならない）。また製品を販売する市場としても、効率が悪いものとなる。このような人口密度の低さは、農業生産力の低さに由来する面がある。つまり生活に必要な食糧を得るためにはより広い面積が必要となり、分散して住まざるを得ず都市が形成され難いのである。
病気
病気が蔓延しやすいかどうかは、その気候にもよる。病気によって働き手が倒れればその家族が貧困に陥る原因になる。また治療費用がかかり、あるいは死によってその人が教育や経験によって得た知識・技術も失われてしまうことで、経済活動も抑制される。そのような地域ではリスクが高く投資も敬遠されやすい。病気の蔓延しやすい気候として熱帯・亜熱帯の気候が挙げられ、マラリアやコレラなどがその風土病として知られる。現在はAIDSの流行も大きな問題となっている。
農業生産力が高いことや交通の便が良いこと（海や国際河川と繋がっていること）、人口密度が高いことなどは、多くの先進国に見られるものであり、また発展途上国の中でもアジア諸国が発展し、アフリカ諸国があまり発展しないことの理由の一つと考えられる。
このような不利は、十分な投資によるインフラ整備や衛生状態の向上で緩和され得るものではあるが、貧困に陥っている諸国ではそのような投資のための資金を調達することが難しい。

### 農業改革
ハーバー・ボッシュ法による窒素の化学肥料の誕生や過リン酸石灰によるリンの化学肥料の誕生によりマルサスの限界は克服されヨーロッパやアメリカの収穫量は増加したが化学肥料を入手できるのは先進国のみであり、相対的な貧困は解消されなかった。

### 投資
貧困の原因として、投資の不足が挙げられることがある。投資不足によってインフラが整備されず、工場などの生産設備が整えられないため貧困となっているのであり、十分な投資がなされれば経済が発展して貧困が減少する、と考えられる。
そこで、比較的豊かな者から貧しい者へと投資することが求められる。貧しい者は現在の生活を維持するのが精一杯であり、新たに道路を建設したり生産設備を購入することが出来ないため、成長に必要な投資が生み出せず貧困から抜け出せない。貧しいものに投資して少し余裕が出来れば、その余裕の分を再び投資することで、経済成長の階段を登ることが出来るようになるのである。
このような考えは、収穫逓減の法則によっても支持される。この法則によれば貧しい社会に投資をすると、既に発展した社会に投資するよりも大きな収益と大きな成長が見込まれる。これは単純に言えば次のようなものである。機械を持っていない労働者に機械を与えると、大きく生産量は増加する。しかし既に5台の機械を持つ労働者にもう1台機械を与えても大して生産量は増加しない（機械が余るだけである）。そこで、貧困国へ投資することは合理的、効率的なものとなるはずである。
そして、実際に多くの先進国や国際機関などによって様々な開発援助が行われているが、援助が経済発展に繋がらなかった国家も多く存在する。このような国では以下のような問題が指摘される。
- 教育水準が低く労働者が機械を使用できない。
- 各種の産業水準が低いためハイテク機器の修理･維持ができない。
- 不適切な政策によって必要な原料・人員が手に入らない。
- 設備の建設･購入資金や援助物資が横領や贈収賄などで消えてしまう。
- 戦争や内戦などによって設備が破壊される。

このような国家では、民間による投資もリスクが大きすぎて期待できず、むしろ海外に資金が流出することもよく見られている。

### 教育
貧困の原因として、教育水準の低さが挙げられることがある。十分な教育を受けられず労働者が単純労働にしか就けないことで、貧困を招いているのであり、教育を普及させることで貧困からの脱却ができると言われる。教育によって豊富に人材を育成すれば、投資を有効活用し、機械や資源を効果的に利用して経済発展が可能となると考えられる。
このような考えは、資金の効果的な利用という点からも支持される。資金は限られたものであるが、自国で産出しない限り経済発展に必要な様々な資源の多くは産出国から輸入せざるを得ない。一方で、人的資源ならば自国で教育によって増加させることができるのであり、しかも貧困国では教師の賃金も低い。このため多くの国が教育に力を入れており、また先進国・国際機関・あるいはNGOなどによって教育への支援が行われている。結果として、義務教育の普及率は大きく高められた。
しかしながら、義務教育の普及によっても経済発展を得られなかった国家も存在する。このような国では教育に関して以下のような問題点が指摘される。
- 教育機関における差別・少数言語を使用することができない。[16]
- 教育資金や教材が横領などによって消える。
- 統計上は学校には行っていても、実際には教材･教師の不足で満足に授業を受けていない（生活苦により、教師が教材を売り払ってしまう例も見られる）。
- 人脈やコネ・賄賂などが重視され、教育を受けてもそれが適切に評価されないため、学習意欲が失われる。
- 教育を受けた人材がより環境の良い、国外に流出する。

また、教育水準の向上には学校教育だけでなく家庭や社会での教育も重要であるが、政治腐敗や社会の習慣から、教育に対する意欲・理解が低い場合、それらを外部から向上させるのは困難である。女性の教育水準の向上は経済発展のみならず、衛生知識の向上などによって健康状態を改善するのにも役立つとされるが、男性と比較して女性の教育には理解、協力を得がたい社会も多い。

### 腐敗
貧困の原因として、腐敗が挙げられることがある。横領や贈収賄、コネや金による採用・出世などの横行する腐敗した社会では正当に能力が評価されず、人々が努力をしようというインセンティブを失ってしまう。そうして努力を重ねる者がいなくなることで、社会全体が貧困に陥るのである。社会が改革され腐敗がなくなることによって、人々は将来に希望を持ち、教育や学習、努力に対してインセンティブを持つようになり、また他国からの援助なども貧困者に届くようになると考えられる。
しかし、政府や社会の腐敗を外部から改善することは難しい。腐敗した国家は、経済が停滞しある意味において他国からの援助によって支えられているのではあるが、援助資金の使用に問題があったとしても、援助の打ち切りはなかなか行われない。
その理由の一つは、外交主管庁は、その部署の存続、発展のため予算を全て消費しなければならず（しない場合翌年の予算がカットされる）、援助を行って形式的にでも実績を挙げなければならないという点にある。そのため、援助資金を無駄にすることも黙認され、例年通りに援助が行われ、腐敗と貧困も温存される。
もう一つの理由は、人道的な観点から食糧や医薬品の援助の停止は難しく、ある意味において貧困者が援助を引き出す人質となっていることである。

### 市場競争・自由貿易
市場競争や自由貿易の利点と問題点については、以下のような主張がある。

### 利点
- 貧困の原因として、規制が多く市場競争や自由貿易が行われないことが挙げられる。規制による経済活動の抑制やコスト負担がなくなれば、貧困が解消に向かう[要出典]。
- 自由貿易や規制緩和によって政府の権限が縮小されれば、汚職や政治腐敗も減少し、海外からの投資が増加する[要出典]。
- 競争によって経済発展を遂げるには、まず経済活動の基盤となるインフラが必要である[要出典]。
- グローバリゼーションによる経済成長が、インドの極貧人口を2億人、中国では3億人減らした[17]。
- グローバル化は、格差を縮小させる効果もある。後進国が発展すれば、先進国で買う製品が安くなる。低所得者はエンゲル係数が高いため、食料品が安くなれば実質所得が増える[18]。

### 問題点
- 自由貿易が賃金格差拡大を招いているという分析がある。ノーベル賞経済学者エリック・マスキンとマイケル・クレマーが指摘するように、貿易が所得格差を縮小させるという従来のリカードの比較優位説は実証性を欠いているとしている[19]。マスキンらによる技術マッチング理論によれば、グローバリゼーション以前では発展途上国の熟練労働者と非熟練労働者が協調することで生産性を上げていたが、グローバリゼーション以降では熟練労働者が先進国の国際的企業に雇われて非熟練労働者はとり残され、格差が増大する。発展途上国の政府は労働者の技術を高める教育を提供しなければならないとマスキンらは述べる。カンボジアでは女性に教育を受けさせるプログラムを導入することで女性をアパレル産業に入れることが可能となった[19]。
- 国外の安い製品が輸入され国内産業が衰退すると、一時的であれ所得の低下や失業者の増加を招く[要出典]。
- 小規模な株式市場や為替市場に多額の投機資金が流入すると、価格が変動しやすく、金融危機にいたる場合もある[要出典]。
- 企業や工場を誘致しても、単純作業が求められる場合には、技術移転が進まず国内産業の育成には繋がらない場合もある[要出典]。
- 国外の企業の進出には、言語、習慣や文化の差異などの障壁も大きく、受入国の文化が変容する[要出典]。
- 多国籍企業の誘致や国際競争力のある国内産業の育成のために、本来あるべき規制まで緩和されると、労働環境の悪化や環境破壊などの弊害がもたらされる（底辺への競争と呼ばれる）[要出典]。
- グローバリゼーションや経済開発から取り残されつつある国があり、国際援助はそうした最貧国を優先すべきであるという指摘もある[20]。

### 人口爆発
貧困の原因として、人口の急激な増加（人口爆発）が挙げられることがある。人口爆発は、一人当たりの資金・土地・資源量を減少させ、人口の増加に経済発展が追いつかなくなり、食糧不足や失業、都市への過剰な人口流入やスラムの形成がもたらされて貧困に陥る。そこで、家族計画を普及させ人口増加を抑制することで、一人当たりの資源を確保し、経済の発展を図るべきと考えられる。
このような考えに基づき、性教育や避妊具の普及活動（無料配布など）が行われた。
しかし、多くの貧困国の合計特殊出生率（一人の女性が一生のうちに産む子供の数）は高い。これは、避妊法を知らないと言う理由により出産がなされるだけではなく、病気や事故によって子供が死亡するリスクや、老後の生活の保障、あるいは労働力として多くの子供を持つことが望まれているためであると考えられる。
子供を望むものに対して子供を減らすようにするのは難しく、各国で少ない子供の利点が宣伝されているものの、十分な効果は現れていない。
また、中国の一人っ子政策のように強制的に出生率を下げる政策は、強力な政府の権力がないと実行は難しく、男尊女卑的風潮のある社会では男女比率の大きな偏りや戸籍に登録されない子供の増加などをもたらす結果となるなど、弊害も多い。
経済が発展し社会保障制度が整備されれば、労働力や生活保障としての子供の重要性は下がり、実際先進国では少子化となっているが、それが出来ればそもそも貧困ではない。

### エンパワーメント
貧困は、社会的な基盤整備の問題により、学歴・識字・社会的経験（チャンス）・出自などの、社会的な力を獲得するアクセス権が人々に与えられていない、とする見方である。そこから、貧困層がそうした力を手に入れることで、貧困を打開する道が開かれるとする考え方もある。エンパワーメントといい、ブラジルの識字教育の指導者、パウロ・フレイレの『被抑圧者の教育学』から広まってきた見解である。

### 貧困の文化
1960年代以降のアメリカでは「貧困の文化」en:Culture of poverty という概念が提示され、貧困者が貧困生活を次の世代に受け継ぐような生活習慣や世界観を伝承しており、このサイクルを打破することが社会問題としての貧困を解決するために不可欠だ、という考えが広がっている。この概念は人類学者オスカー・ルイスの著書『貧困の文化―メキシコの“五つの家族”』からその名を取る。民主党のモニハン上院議員のレポートなどに採用され、アメリカの対貧困政策に大きな影響を与えている。
- ビールスープ - 乾燥エンドウ豆で作られたスープ。簡単に作れるスープであるため文学の中で貧乏人の食べ物とされることがある。紀元前から兵士や船乗りの腹も満たしてきた重要な料理である。